# Soto y Amío
Soto y Amío es un municipio y villa española de la provincia de León, en la comunidad autónoma de Castilla y León, situada a caballo entre las comarcas de Omaña (Camposalinas, Carrizal, Irián, Lago de Omaña, Soto y Amío, Villaceid y Villayuste) y Luna (Bobia, Canales, Garaño, La Magdalena y Quintanilla).
La cabeza de Ayuntamiento la ostenta la localidad de Soto y Amío, aunque la mayor parte de la población reside en la localidad de Canales-La Magdalena. Cuenta con una población de 717 habitantes (INE 2024).

## Geografía
| Noroeste: Riello      | Norte: Los Barrios de Luna | Noreste: Los Barrios de Luna  |
| Oeste: Riello         |                            | Este: Carrocera               |
| Suroeste Valdesamario | Sur: Las Omañas            | Sureste: Santa María de Ordás |

## Localidades
- Bobia
- Camposalinas
- Canales-La Magdalena
- Carrizal
- Garaño
- Irián
- Lago de Omaña
- Quintanilla
- Santovenia
- Soto y Amío
- Villaceid
- Villayuste

## Demografía
Cuenta con una población de 717 habitantes (INE 2024).
| Gráfica de evolución demográfica de Soto y Amío entre 1842 y 2021                                                     |
| |
| Población de derecho según los censos de población del INE. Población de hecho según los censos de población del INE. |

## Transporte y comunicaciones
El municipio se encuentra muy bien comunicado por carretera, siendo atravesado por la autopista Ruta de la Plata, que une Gijón con Sevilla y existiendo un acceso con peaje a la misma en la localidad de Canales-La Magdalena, lo que permite además unas comunicaciones rápidas con la capital provincial, León.
Además pasan por el municipio la carretera autonómica CL-626 que une el puerto de Cerredo, en el límite provincial entre Asturias y León, con la localidad palentina de Aguilar de Campoo y permite el acceso a la montaña leonesa y a La Robla y lo atraviesa en su zona sur la LE-460 que une Torre del Bierzo con el entronque en la CL-623. Por último nacen en el mismo, en el entorno de La Magdalena, las carreteras provinciales LE-493 y LE-420 que unen el municipio con Villablino y La Bañeza respectivamente.